# Stingers de l'Université Concordia
Les Stingers de Concordia est le nom porté par les équipes sportives représentant l'Université Concordia, située dans la ville de Montréal, dans la province de Québec au Canada.

## Équipes universitaires[1]
- Basket-ball (M/F)
- Football (M/F)
- Football canadien (M)
- Hockey sur glace (M/F)
- Lutte (M)
- Rugby (M/F)

## Histoire

Ancien logo (jusqu'à 2015).

Le programme s'est établi en 1974 quand l'Université Sir George Williams et le Collège Loyola furent fusionnées afin d'établir l'Université Concordia. Par conséquent, les Stingers ont hérité les programmes sportifs universitaires de ces deux écoles, les Géorgiens de Sir George Williams et les Warriors de Loyola, ainsi que tous les honneurs de ces deux écoles. 